# Накамура, Сюдзи
Сю́дзи Накаму́ра (яп. 中村修二 Накамура Сю:дзи, род. 22 мая 1954) — японский и американский физик, изобретатель синего светодиода, лауреат Нобелевской премии по физике (2014), в настоящее время работает в Калифорнийском университете в Санта-Барбаре (США).

## Карьера
- 1977 окончил Университет Токусимы по специальности инженер-электронщик.
- 1979 защитил звание магистра по этой же специальности.
- 1979 принят на работу в «Nichia Chemical Industries» в Токусиме.
- 1993 изготовил первые светодиоды синего цвета свечения высокой яркости на базе нитрида галлия.
- 1994 получил степень доктора технических наук Университета Токусимы.
- 1999 покинул корпорацию Nichia и получил должность профессора в Калифорнийского университета в Санта-Барбаре.
- 2001 Накамура подал в суд на бывшего работодателя Nichia, оспаривая бонус за открытие, первоначально составлявший всего ¥ 20000 (≈ US $ 180). Хотя Накамура в ходе процесса первоначально выиграл компенсацию в ¥ 20 миллиардов (≈ 180 млн долл. США), Nichia обратилась с апелляцией, и в 2005 году стороны договорились о сумме в ¥ 840 миллионов (≈ 9 млн долл. США) — на тот момент крупнейший бонус, когда-либо заплаченный японской компанией.
- с 2003 года член Национальной Академии Инженерии США[5].

## Награды и признание
- 1996 — Мемориальная премия Нисины[яп.]
- 1998 — Премия Ранка, «За вклад в изобретение синих и зеленых полупроводниковых диодных лазеров на основе нитридов»
- 1998 — C&C Prize, «За фундаментальный и новаторский вклад в разработку приборов, излучающих синий свет с высокой яркостью и длительным сроком службы, на основе сложных полупроводников на основе нитрида галлия»
- 1999 — Приз Юлиуса Шпрингера по прикладной физике, «За изобретение синего лазерного диода»
- 2000 — Премия Карла Цейса, «За разработку высокоярких, синих светоизлучающих и лазерных диодов»
- 2000 — Премия Хонда, «За изобретение и разработку синего LED,энергосберегающего диода с полувечным сроком службы»[6][7]
- 2000 — Премия Асахи (вместе с Исаму Акасаки), «За исследования и разработку устройства, излучающего синий свет»
- 2001 — Премия Ника Холоньяка, «За оригинальные демонстрационные и коммерческие разработки полупроводниковых лазеров на основе GaN и LED»
- 2002 — Премия по квантовой электронике IEEE, «За новаторский вклад в создание синих, зеленых и белых светоизлучающих диодов и синих полупроводниковых лазеров»
- 2002 — Takeda Award[англ.], «За разработку синего светоизлучающего диода и синего лазерного диода»
- 2002 — Медаль Бенджамина Франклина в номинации «Инженерное дело» от Института Франклина, «За его фундаментальные вклады в оптоэлектронную технологию нитрида галлия, которая привела к развитию синего/фиолетового лазерных диодов и в реализации светодиодов высокой яркости. Эти устройства улучшили сегодняшнюю технологию и имеют потенциал для революции в индустрии освещения. Успех д-ра Накамуры в эпитаксии нитрида галлия привёл к началу исследований во всём мире в области полупроводниковых технологий нитрида галлия.»[8]
- 2006 — финская премия «Технология тысячелетия»[9] за достижения в области удешевления и повышения эффективности источников света.[10][11]
- 2008 — Премия принца Астурийского в номинации «Технические и научные исследования».[12]
- 2008 — удостоен степени доктора технических наук Гонконгского университета науки и технологии[13].
- 2009 — Премия Харви, 	«В знак признания его выдающегося вклада в создание нитридо содержащих светодиодов белого света, которые произвели революцию в области энергоэффективных систем освещения.»[14]
- 2010 — Кельвиновская лекция, название лекции «Свет будущего - путь к полупроводниковому освещению» (видео лекции на сайте IET)
- 2011 — удостоен звания «Изобретатель года» от «Юридической ассоциации интеллектуальной собственности Кремниевой Долины» (Silicon Valley Intellectual Property Law Association (SVIPLA)).[15]
- 2012 — Техническая премия «Эмми»[англ.] — награда от Национальной академии телевизионных искусств и наук США[англ.] (NATAS).[16]
- 2014 — Орден Культуры
- 2014 — Заслуженный деятель культуры[англ.]
- 2014 — Нобелевская премия по физике (вместе с Исаму Акасаки и Хироси Амано), «За изобретение эффективных синих светодиодов, привёдших к появлению ярких и энергосберегающих источников белого света».[3]
- 2015 — Премия Чарльза Старка Дрейпера (вместе с Исаму Акасаки, Ником Холоньяком, M. George Craford[англ.] и Russel D. Dupuis[англ.]), «За изобретение, развитие, и коммерциализации материалов и процессов для светоизлучающих диодов (LED)»
- 2015 — Глобальная энергия (вместе с Джаянтом Балигой), «За изобретение, коммерциализацию и развитие энергоэффективного белого светодиодного освещения»[17][18][19]
- 2017 — Медаль Маунтбеттена[англ.]